# داتشيا فالنت
داتشيا سورايا فالنت (بالإيطالية: Dacia Soraya Valent) (12 فبراير 1963 – 22 يناير 2015) سياسية إيطالية من أصل صومالي، كانت أول امرأة سوداء تُنتخب لعضوية البرلمان الأوروبي، حيث شغلت المنصب بين عامي 1989 و1994.

## النشأة والتعليم
وُلدت فالنت في مقديشو لأب إيطالي وأم صومالية. أمضت طفولتها متنقلة بين عدة دول قبل أن تستقر في مدينة أوديني شمال إيطاليا عام 1980. كانت لها خلفية متعددة ثقافيًا أثّرت لاحقًا في مسيرتها السياسية والاجتماعية.
قُتل شقيقها الأصغر جياكومو في عام 1985 خلال شجار عنصري، وهو حدث ترك أثرًا بالغًا في حياتها وشكّل جزءًا من دوافعها للانخراط في العمل العام.

## المسيرة المهنية
التحقت فالنت بسلك الشرطة الإيطالية بعد أن قطعت دراستها في الهندسة، وعملت في البداية بميلانو، ثم انتقلت إلى فرق التدخل السريع، ولاحقًا إلى وحدة حماية الشخصيات المهمة في باليرمو.
تعرضت لحادث عنصري في يناير 1989، أثناء أداء عملها، حيث أهينت واعتُدي عليها جسديًا من أحد المواطنين. اتهمت زميليها بالإهمال وعدم التدخل لحمايتها، ما أثار جدلاً واسعًا وتعاطفًا شعبيًا كبيرًا.

## العمل البرلماني
ترشحت فالنت للبرلمان الأوروبي في انتخابات 1989 بدعم من الأمين العام للحزب الشيوعي الإيطالي أكيلي أوكيتو، وفازت بمقعدها بعد حصولها على أكثر من 76,000 صوت، لتصبح أول امرأة سوداء في البرلمان الأوروبي.
خلال فترة ولايتها، أثارت الجدل بعد تصريحاتها التي وصفت فيها حكومة إسرائيل بأنها "الأكثر عنصرية في العالم"، مشبّهة إياها بالرايخ الثالث، ما أدى إلى احتجاج رسمي من السفير الإسرائيلي في إيطاليا.
شغلت عضوية لجان برلمانية عدة، مثل لجنة الشؤون القانونية، ولجنة الحريات المدنية، والمشاركة في اتفاقيات الاتحاد الأوروبي مع دول إفريقيا والكاريبي والمحيط الهادئ (ACP).
عندما تحول الحزب الشيوعي إلى الحزب الديمقراطي اليساري، رفضت فالنت الانضمام إليه، وانتسبت بدلاً من ذلك إلى حزب إعادة التأسيس الشيوعي، لكنها طُردت لاحقًا بعد تصريحات مؤيدة لسياسي يميني.

## العمل الاجتماعي والمنظمات
أسست فالنت منظمة سكور (بالإنجليزية: SCORE) عام 1992 للدفاع عن حقوق المهاجرين، وشاركت في حملة تضامنية مع نساء صوماليات اتهمن الاتحاد العام الإيطالي للعمل CGIL باستغلالهن جنسيًا مقابل مساعدات غذائية. لاحقًا، أُدينت بتهمة التشهير في هذا السياق.
أُوقفت في أبريل 1995 بتهمة محاولة طعن شريكها الكونغولي بعد خلاف حاد.
وأُدينت في عام 2002 بإساءة استخدام أموال مخصصة للمهاجرين، مما حال دون تعيينها وزيرة للهجرة كما كان مقترحًا حينها.

## اعتناق الإسلام
أعلنت فالنت اعتناقها الإسلام في عام 2003، وأطلقت منظمة "رابطة مكافحة التشهير الإسلامية" لتلقي شكاوى التمييز، إلا أن المشروع توقف لاحقًا.

## أواخر حياتها
في 2006، وُجهت إليها تهمة التواطؤ في سرقة قام بها لاجئ بولندي كانت تأويه بمنظمتها.
وفي 2008، نشرت مقالًا بعنوان "الإيطاليون الأوغاد" أثار موجة غضب شعبية.
كانت تدير بوابة سياسية إلكترونية باسم "كيلومبو".
أُدينت في عام 2012 بتهمة التشهير ضد السياسية ذات الأصول المغربية سعاد السباعي.

## الوفاة
توفيت داتشيا فالنت في مستشفى في روما بتاريخ 22 يناير 2015، إثر أزمة قلبية مفاجئة.

## روابط خارجية
- المدونة الرسمية – أرشيف
- السيرة الذاتية في موقع البرلمان الأوروبي